# IndustryPack
IndustryPack (oder auch: IP-Modul) ist ein Formfaktor, der ein Tochterbord von der Größe etwa einer Visitenkarte spezifiziert. Ursprünglich wurde dieser Standard 1988 von Greenspring Computers entwickelt, inzwischen wird der Standard von der VITA als „ANSI/VITA 4.0-1995 (R2002)“ gepflegt.

## Mechanik
Die Maße des Moduls betragen ca. 46 mm × 99 mm (1,8″ × 3,9″). Mit diesen Maßen passen bis zu vier IndustryPack Module auf eine doppelte Europakarte (z. B. einen VME-IP-Carrier). Der Standard spezifiziert auch doppeltbreite Module, diese belegen dann zwei nebeneinanderliegende Steckplätze. Ein IndustryPack wird als Tochterkarte auf eine Trägerkarte gesteckt und liegt dann parallel zu dieser und der benachbarten Karte. Die IP-Module werden dabei über zwei 50-polige Steckverbinder (entsprechen SCSI-2) mit der Trägerkarte verbunden. Einer dieser Steckverbinder ist mit dem IP-Bus belegt, der andere steht für I/O-Signale zur Verfügung.

## IP-Bus
Ein IP-Modul wird über den IP-Bus an den Host angeschlossen. Der IP-Bus bietet 8- oder 16-bit Zugriffsbreite bei einer Taktfrequenz von 8- oder 32 MHz und drei Adressräume:
- I/O-Space (128 Byte): In diesem Adressraum befinden sich in der Regel die Register des IP-Moduls.
- Memory Space (bis zu 8 MB): In diesem Adressraum kann auf dem IP-Modul befindlicher Speicher angesprochen werden. Wenn die Größe des I/O-Space nicht für die Register ausreicht, können diese auch in diesem Adressraum gelegt werden. Ein Zugriff auf dem Memory Space dauert länger als ein Zugriff auf den I/O- oder ID-Space.
- ID-Space (bis zu 128 Byte): Der ID-Space (auch: ID-PROM) enthält einige Informationen in einem festen Format. Dazu gehören eine Kodierung der Taktfrequenz und eine Hersteller ID (Manufacturer ID). Der verbleibende Platz kann für modulspezifische Angaben genutzt werden.

Der Bus unterstützt außerdem DMA und Interrupts.

## Anwendung
IP-Module werden als Tochterkarten auf Trägerkarten, zum Beispiel auf VME- oder CompactPCI-Karten eingesetzt. Durch ihre relativ kleine Größe lässt sich eine sehr große Funktionsdichte auf einer solchen Trägerkarten erreichen. Durch das modulare System lassen sich auf einer Trägerkarte vier verschiedene Funktionen realisieren, für die man sonst viel einzelne VME- oder CompactPCI-Karten benötigt hätte. IP-Module mit einem breiten Funktionsspektrum gibt es in großer Zahl von verschiedenen Herstellern.